# SBCニュースワイド
『SBCニュースワイド』（エスビーシー ニュースワイド）は、信越放送（SBCテレビ）で月曜 - 金曜に放送されている夕方の報道番組である。
1976年4月5日に放送を開始し、2006年には放送開始30周年を迎えた老舗の長寿番組である。また、長野県では初のローカルワイドニュース番組でもある。しかし番組は、信越放送の新社屋移転に伴う番組改編により、2006年9月1日放送分をもって通算30年5か月の歴史にいったん終止符を打った。
平日版の後継番組は、同局で2006年8月18日まで放送されていた夕方ワイド番組『Uパレード』の放送枠と統合した『信州まるごとワイド。キャッチ!』で、ローカルニュースは17時30分頃に前倒しして放送されてきた。また、土曜版については『SBCニュース』として日曜版とタイトルを統一した。
その後の2010年3月29日、『総力報道!THE NEWS SBC』の後番組として3年7か月ぶりに再スタートした。制作協力は信濃毎日新聞で、番組エンディングにクレジットタイトルが必ず入れられている。これは第1期でも同様だった。

## 概要

### 第1期
番組放送開始から1990年3月30日までは18時 - 18時30分の放送で、直後には『JNNニュースコープ』が放送されていた。当時の番組は、アナログ時計が夕方6時の時報を告げる映像（初期には大型の時計、後にアニメーションに変更）でスタートしていたが、『JNNニュースの森』が放送開始された1990年4月2日からは全国枠とローカル枠が反転された関係で18時30分 - 19時に変更された。
なお、放送第1回目で生中継を実施した場所は松本駅前である。
そしてその後、平日版においては『ニュースの森』でのローカル枠への飛び降り時間の変更に伴い、1997年以降は番組開始時刻に若干の変更があったが、2005年3月28日に『JNNイブニング・ニュース』がスタートしたことで平日版は18時16分 - 18時55分に放送されるようになった。
同局の夕方ワイド番組が放送されていなかった時期には、平日のみ17時55分から『まもなくSBCニュースワイド』として『SBCニュースワイド』と『ニュースの森』の予告を伝える事前番組を放送していたが、1994年4月に夕方ワイド番組『ほっとスタジオSBC通り』がスタートしてからは、夕方ワイド番組内で番組予告を放送するようになった。
なお、同番組が開始された当初は『ニュースコープ』の放送時間が20分間であり、放送開始以前のローカルニュース枠である18時50分 - 18時55分まで『きょうの視点』という長野県内のニュース解説の番組もあったが、1977年に『ニュースコープ』が25分間に延長されたため、わずか1年間で終了している。
平日版は2人キャスター体制で、土曜版は1人キャスター体制で放送されていた。初代平日キャスターを務めていた伝田亮文は、同番組ではキャスターではなくアンカーマンと名乗っていた。2代目平日キャスターの久保正彰以降はキャスターと名乗っている。
1993年3月までは『SBCニュースワイド』の放送は平日のみで、週末には『SBCニュース&スポーツ』として土曜日には17時30分 - 18時までの30分間・日曜日には17時50分 - 18時までの10分間放送していたが、『SBCニュース&スポーツ』が終了した同年4月からは土曜日にも『SBCニュースワイド』が放送されることになったため、その影響で2006年4月1日まで土曜18時台にTBS系列で放送されていた毎日放送 (MBS) 制作枠の『新伍のワガママ大百科』、およびいわゆる土6のアニメは翌週土曜日の17時30分から1週遅れの放送となった。また、日曜日は『SBCニュース』に改題された。なお、上記にある土曜日の担当キャスターは『SBCニュース&スポーツ』も含まれている。

### 第2期
『総力報道!THE NEWS』の終了および『Nスタ』の開始に伴い、『総力報道!THE NEWS SBC』の放送時間・タイトルを変更して開始された。2006年以後、信越放送テレビの夕方のニュースは1年ごとにタイトルが変わるような状態が4年間続いたが、「ニュースワイド」が復活して以後は、このタイトルが維持され続けている。
土曜日と日曜日には『報道特集』（土曜日のみ）・『Nスタ』（日曜日のみ）・『SBCニュース』が放送されるため、本番組は放送されない。
2012年4月1日のSBCの社名ロゴ変更に伴い、4月2日放送分からは社名ロゴデザインと同じ番組タイトルロゴを用いるようになった。
『Nスタ』関東ローカルパートの「こちら運動部」のVTR部分のみ、TBSよりも先行でネットしている。18時55分 - 19時に曜日別の自社製作番組を放送するため、本番組からは18時55分までの放送となった。
地上アナログ放送では2010年7月5日からレターボックス形式で放送されていた。
テーマソングは2011年5月まではDEPAPEPEの "FAKE" で、同年6月から2016年9月30日まではドラマ『トップキャスター』の "Light Steps" 、同年10月から2021年3月まではfox capture planの "疾走する閃光"、同年4月からはThe Hey Songの "To Jay" が使われている。
2021年5月以降の放送分より編成上の音声がステレオに変更されたが、モノラル音源で放送されている現状は変わっていない。
2021年5月31日より、15時49分 - 15時50分で前プレとして1分間で当日の『SBCニュースワイド』を予告する。15時50分からは『Nスタ』を放送するが、16時台中盤で放送される天気予報のコーナーは差し替えられ、長野発でニュースや天気予報を伝える。同年、3月29日から5月28日までの前プレ枠は『Nスタ』となっており、愛知・CBCテレビ制作の『ゴゴスマ -GO GO!Smile!-』のメインキャスター・石井亮次と『Nスタ』の井上貴博・ホラン千秋が掛け合う「きょうの"気になる"60秒」が放送されていた。SBCでは『ずくだせテレビ』放送中のため、特例がない限り『ゴゴスマ』は放映されず、”『ゴゴスマ』未放映局ではあるが「気になる60秒」は放送する”唯一の例であった。

## 放送時間の変遷（平日のみ）

### 第1期
- 18時 - 18時30分（1976年4月5日 - 1990年3月30日）
- 18時30分 - 19時（1990年4月2日 - 2000年3月31日）
- 18時21分 - 19時（2000年4月3日 - 2002年3月29日）
- 18時19分 - 18時55分（2002年4月1日 - 2005年3月25日）
- 18時16分 - 18時55分（2005年3月28日 - 2006年9月1日）

### 第2期
- 18時15分 - 18時55分（2010年3月29日 - ）[注釈 3]
  - 2010年12月23日には、『SBCニュースワイドスペシャル』として18時15分 - 20時50分に放送された。

## 出演者

### 平日キャスター
| 第1期     | 第1期      | 第1期    | 第1期     | 第1期                                | 第1期                                |
| 期間      | 期間       | 男性     | 男性      | 女性                                 | 女性                                 |
| --------- | ---------- | -------- | --------- | ------------------------------------ | ------------------------------------ |
| 1976.4.5  | 1987.3.27  | 伝田亮文 | 伝田亮文  | 山口孝子                             | 山口孝子                             |
| 1987.3.30 | 1989.3.31  | 久保正彰 | 久保正彰  | 小林敦子                             | 小林敦子                             |
| 1989.4.3  | 1989.9.29  | 久保正彰 | 久保正彰  | 大塚伊保                             | 大塚伊保                             |
| 1989.10.2 | 1992.3.27  | 舩戸導洋 | 舩戸導洋  | 町井孝子                             | 町井孝子                             |
| 1992.3.30 | 1994.4.1   | 舩戸導洋 | 舩戸導洋  | 小林万利子                           | 小林万利子                           |
| 1994.4.4  | 1995.9.29  | 中島克彦 | 中島克彦  | 滝沢枝里                             | 滝沢枝里                             |
| 1995.10.2 | 1996.3.1   | 中島克彦 | 中島克彦  | 藤森さつき                           | 藤森さつき                           |
| 1996.3.4  | 1999.3.26  | 堀内哲也 | 堀内哲也  | 藤森さつき                           | 藤森さつき                           |
| 1999.3.29 | 2005.12.27 | 堀内哲也 | 堀内哲也  | 三島さやか                           | 三島さやか                           |
| 2006.1.5  | 2006.9.1   | 堀内哲也 | 堀内哲也  | 牛山美耶子                           | 牛山美耶子                           |
| 第2期     |            |          |           |                                      |                                      |
| 期間      | 期間       | 男性     | 男性      | 女性                                 | 女性                                 |
| 期間      | 期間       | 月・火曜 | 水 - 金曜 | 月 - 水曜                            | 木・金曜                             |
| 2010.3.29 | 2013.3.29  | 丸山隆之 | 丸山隆之  | 三島さやか                           | 三島さやか                           |
| 2013.4.1  | 2016.9.30  | （不在） | （不在）  | 三島さやか 長谷川萌                  | 三島さやか 長谷川萌                  |
| 2016.10.3 | 2021.3.26  | 尾関雄哉 | 小林惇希  | 三島さやか                           | 三島さやか                           |
| 2021.3.29 | 2021.12.24 | 小林惇希 | 小林惇希  | 三島さやか                           | 三島さやか                           |
| 2022.1.4  | 2022.4.29  | 宮入千洋 | 尾関雄哉  | 北川原志於                           | 中澤佳子                             |
| 2022.5.2  | 2025.3.28  | 宮入千洋 | 宮入千洋  | 古畑あずみ                           | 古畑あずみ                           |
| 2025.3.31 |            | 宮入千洋 | 宮入千洋  | 山崎彩奈（月 - 木） 前田恵里花（金） | 山崎彩奈（月 - 木） 前田恵里花（金） |

### 土曜キャスター
第1期
- 渡辺文雄（1982年4月 - 1989年3月）
- 舩戸導洋（1989年4月 - 1989年9月）
- 那須重信（1989年10月 - 1991年3月）
- 小松恭郎
- 堀内由香
- 小林万利子（1989年10月 - 1991年3月）
- 竹節まゆみ
- 中澤佳子
- 久保田祥江

第2期
- （放送無し）

### 気象予報士
気象予報士が不在の際にはキャスターが兼務していた。
第1期
- 松元梓（2005年4月 - 2006年9月） - 気象予報士を起用する以前には、日替わりで同局女性アナウンサーなど（久保田祥江・安斉由季・生田明子・滝沢きく江（現報道部記者）・岡田緑（当時松本ラジオカーリポーター）など）が長野駅東口などの中継先から気象情報を伝えていた。また、さらにそれ以前には女性キャスターがスタジオから伝えていた。予報提供は日本気象協会。

第2期
- 松元梓（2018年4月4日 - 不明、水 - 金）
- 坂下悠乃[1]（2022年4月4日 - ）

## 選挙報道に関する事例
2010年7月11日に行われた第22回参議院議員通常選挙に関連して、同年7月8日に放送された『SBCニュースワイド』で比例代表のニュースを伝える際に特定候補だけを取り上げる報道が行われたとして、放送倫理・番組向上機構（BPO）の放送倫理検証委員会は「選挙への公平性への配慮が足りない」とし、2010年9月10日に委員会での審議入りを決定した。なお、BPOの放送倫理検証委員会は、長野朝日放送の『abnステーション』でも同様の事例があったため、『SBCニュースワイド』同様に審議入りを決定した。
同年12月2日、放送倫理検証委員会は「比例代表制度を正しく理解しないままに番組を制作し、公平・公正性を欠いた点で放送倫理違反があった」とし、公平・公正性への配慮や再発防止の対応を求める意見を決定した。